# Protoneura romanae
Protoneura romanae – gatunek ważki z rodziny łątkowatych (Coenagrionidae). Występuje na Małych Antylach (Gwadelupa, Martynika).